# Nanette McGuinness
Nanette McGuinness es una soprano y traductora literaria estadounidense. También es cofundadora del grupo "Ensemble for These Times" y en 2016 obtuvo la medalla de plata en los "Global Music Awards". 

## Primeros años
Nacida en Boston, Massachusetts, bajo el nombre de Nanette Michèle Cooper, Nanette McGuinness pasó gran parte de su juventud en Houston antes de entrar en la Universidad de Cornell, donde estudió una licenciatura en música. Unos años más tarde se graduó en el Holy Names College, donde cursó un máster de interpretación vocal y posteriormente asistió a la Universidad de California, en Berkeley, donde obtuvo su doctorado en musicología.

## Carrera musical
McGuinness comenzó su carrera musical como soprano en actuaciones de ópera y de música de cámara. Colaboró en algunos álbumes producidos por "Centaur Records" como Fabulous Femmes (Mujeres fabulosas), reproduciendo obras de compositoras de los siglos XIX y XX conjuntamente con "Athena Trio" y también participó en el álbum Benedetto Vinaccesi: Cantatas solistas con el "Conjunto de Vinaccesi". Además, la soprano también ha trabajado como profesora de canto.
Actualmente McGuinness es la vocalista del trío "Ensemble for These Times", junto a la pianista Dale Tsang y la violonchelista Anne Lerner-Wright. Formado en 2007,  "Ensemble for These Times" interpreta obras de compositores vivos, incluyendo 56 de los 275 trabajos presentados en un concurso internacional en 2016, así como otras obras relevantes pero olvidadas del siglo XX, incluyendo las de compositores exiliados o asesinados en El Holocausto. En 2016, el grupo sacó el disco Jewish Music & Poetry Project: Surviving - Women's Words (Proyecto de música y poesía judías: Sobreviviendo - Las palabras de las mujeres), basado en un proyecto que puso música a poemas escritos por mujeres que sobrevivieron al Holocausto. En 2016 el álbum ganó una medalla de plata en los "Global Music Awards". Otros miembros del grupo han sido el compositor David Garner y algunos artistas invitados puntualmente como el violinista Dawn Harms, que colaboró el espectáculo escénico The Guernica Project (Proyecto Guernica), que conmemoraba el 80 aniversario de la obra Guernica de Pablo Picasso. En 2018 McGuinness recibió la medalla de oro en los "Global Music Awards" por su álbum The Hungarians: from Rozsa to Justus (Los húngaros: de Rozsa a Justus).

## Trabajos de traducción
McGuinness también ha ejercido de traductora. A lo largo de su vida, la soprano americana ha trabajado con unas cincuenta obras entre libros y novelas gráficas traduciéndolas del italiano y el francés al inglés tanto para niños como para adultos, incluyendo Luisa: Now and Then, la serie de novelas gráficas de Geronimo Stilton para "Papercutz" y California Dreamin: Cass Elliott Before the Mamas & the Papas para "First Second Books".